# Darryl Thompson
Darryl Adonis Thompson (1955 – 19 mei 2014) was een Amerikaanse muzikant (gitaar, drums, toetsen, basgitaar), die actief was in zowel reggae als jazz.

## Biografie
Darryl Thompson was een zoon van jazzmuzikant Lucky Thompson, met wie hij zijn eerste muzieklessen had. Tijdens zijn studie studeerde hij bij Chuck Wayne en Pat Martino. Hij speelde eind jaren 1970 voor Sly and Robbie, trad op met Peter Tosh tijdens het Montreux Jazz Festival in 1979 en was begin jaren 1980 lid van Black Uhuru (Anthem, 1983). Hij nam ook deel aan opnamen van een aantal jazzmusici, waaronder o.a. met Bill Watrous, Robin Kenyatta, John Lee/Gerry Brown, Charles Earland, Sam Rivers en David Murray. Onlangs woonde hij in Atlanta, werkte als juwelier en speelde in de band The Taxi Gang. Hij componeerde het nummer It should Have Been You voor Gwen Guthrie.

## Overlijden
Darryl Thompson overleed in mei 2014 op 59-jarige leeftijd.

## Discografie
- 1975: Bill Watrous and the Manhattan Wildlife Refuge: The Tiger of San Pedro (Columbia Records)
- 1980: John Lee, Gerry Brown, Eef Albers, Daryl Thompson: Brothers (Mood Records)
- 1980: Charles Earland: Coming to You Live (Columbia Records)
- 1994: David Murray: The Tip (DIW Records)
- 1995: David Murray: Jug-a-Lug (DIW Records)

- Bibliothèque nationale de France: cb139490302 (data)
- Gemeinsame Normdatei: 135437059
- MusicBrainz: bab566b3-7d14-40d3-8c01-c0f90548d7b6
- Virtual International Authority File: 80183191
- WorldCat: E39PBJyMjdgrbgf9Gfx3HVbDbd